# Flavio Ermini
Flavio Ermini (Verona, 15 dicembre 1947) è un poeta e saggista italiano.
Dirige la rivista di ricerca letteraria Anterem, fondata nel 1976 con Silvano Martini. Fa parte del comitato scientifico della rivista internazionale di poesia Osiris (Università di Deerfield, Massachusetts) e della rivista di critica letteraria Testuale. Dirige con Eugenio Borgna, Umberto Galimberti e Vincenzo Vitiello la collana Opera Prima (Cierre Grafica). Collabora all'attività culturale degli Amici della Scala di Milano. È membro della giuria italiana del premio italo-russo Raduga. I suoi testi sono stati tradotti in francese, inglese, slavo, spagnolo e russo.
Il compito che Ermini assegna al pensiero poetico non è unicamente quello di confrontarsi con il pensiero filosofico sulla base della logica e della coerenza sistematica, quanto riunificare, in un solo luogo dell'anima, la domanda fondamentale di verità e senza la presunzione di possederla. A questo fine, Ermini muove su due fronti che stanno in rapporto di reciprocità e fusione, concependo la scrittura come «tentativo di ripensare la domanda sul significato della vita»: su quello della poesia ricerca «una lingua inaugurale, che consenta di riguadagnare la continuità originaria tra parola e mondo», su quello critico va nel senso di «un “pensare” che possa strettamente coniugarsi con il “poetare”». Non a caso la sua è stata definita «lucida e nel contempo appassionata ricerca ontologica della parola, della poesia e quindi [...] della storia umana. Si annullano quindi le distinzioni di generi letterari per dar o perlomeno tentare, un cammino di continua tensione che ristabilisca la centralità responsabile della parola e consenta ad essa percorrenze di ricerca che creino poesia e non ego-poeti». Su questa scia, vige anche in Ermini la «speranza di poter giungere a “guarire” le parole dalla saccenza e dall'esaustività di una significazione rigida». 
In raccolte come quella del 2010, Il compito terreno, si leggeranno allora poesie paragonabili a «illuminazioni improvvise: frammenti di pensiero sul sorgere della vita dal magma dell'inconscio, e sul destino dell'animale-uomo, consapevole di morte», con un'attenzione alla vita e al destino umani che in altre opere, come nel saggio Il secondo bene (2012), sfociano nella concretezza del sogno, che si «riveste del suo antico abito regale», diventando «uno dei tratti caratterizzanti l'esperienza poetica e di pensiero di Ermini».
De Francesco precisa poi che «la prosa e la poesia costituiscono, nella scrittura di Ermini, un unico dispositivo di espressione [...] in una prosa che non è tanto una forma di prosa poetica o di poesia in prosa, quanto essa stessa forma di poesia; e, parallelamente, in un discorso poetico che non è poesia filosofica ma è esso stesso pensiero, e, sul piano stilistico, esso stesso saggio», ribadendo che «nella scrittura di Ermini prosa e poesia, poesia e pensiero, saggio e discorso poetico coesistono nel medesimo spazio linguistico e semantico».

## Opere
- Roseti e Cantiere, postfazione di Alberto Cappi, Forlì, Nuovo Ruolo, 1980.
- Epitaphium Blesillae, in Il sesto poeta, prefazione di Gilberto Finzi, Milano, Spirali, 1982.
- Thaide, Bergamo, El Bagatt, 1983.
- Idalium, Bergamo, El Bagatt, 1986.
- Segnitz, nota critica di Stefano Verdino, Verona, Anterem Edizioni, 1987.
- Delosea, introduzione di Gabriella Drudi, San Marco in Lamis, Vinelli, 1989.
- Hamsund, nota critica di Carla Locatelli, un disegno di Toti Scialoja, Verona, Anterem Edizioni, 1991.
- Antlitz, nota critica di Amelia Barbui e Marco Focchi, una foto di Sirio Tommasoli, Verona, Anterem Edizioni, 1994.
- Karlsár, saggi interpretativi di Maria Corti, Carlo Gentili, Giorgio Taborelli, un disegno di Toti Scialoja, Verona, Anterem Edizioni, 1998.
- Poema n. 10. Tra pensiero, postfazione di Antonio Curcetti, un disegno di Magdalo Mussio, Roma, Empiria, 2001.
- Il moto apparente del sole, premessa di Massimo Donà, Bergamo, Moretti&Vitali, 2006, Premio De risio, 2007.
- Antiterra, premessa di Marco Ercolani, Genova, Libri dell'Arca, Joker, 2006.
- Plis de pensée (edizione bilingue di Poema n. 10. Tra pensiero), prefazione di Franc Ducros, Traduzione di François Bruzzo, Nîmes, Lucie Éditions – Champ Social, 2007.
- Ali del colore, immagini di Giovanna Fra, riflessione critica di Silvia Ferrari, Verona, Anterem Edizioni, 2007.
- L'originaria contesa tra l'arco e la vita, Bergamo, Moretti&Vitali, 2009, Premio Feronia-Città di Fiano 2010.
- Il compito terreno dei mortali, riflessione critica di Vincenzo Vitiello, Milano-Udine, Mimesis, 2010.
- Il matrimonio del cielo con la terra. Materiali per un atlante, Ruvo di Puglia, Tracce-Cahiers d'art, 2011.
- Il secondo bene. Saggio sul compito terreno dei mortali, postfazione di Franco Rella, Bergamo, Moretti&Vitali, 2012.
- La tâche terrestre des mortels (edizione bilingue di Il compito terreno dei mortali), prefazione di Franc Ducros, Traduzione di François Bruzzo, Nîmes, Lucie Éditions, 2012.
- Essere il nemico. Discorso sulla via estetica alla liberazione, Milano-Udine, Mimesis, 2013.
- Rilke e la natura dell'oscurità. Discorso sullo spazio intermedio che ospita i vivi e i morti, Milano, AlboVersorio, 2015.
- Il giardino conteso. L'essere e l'ingannevole apparire, Bergamo, Moretti&Vitali, 2016.
- Della fine. La notte senza mattino, Caltanissetta, Formebrevi, 2016.
- Edeniche. Configurazioni del principio, Bergamo, Moretti&Vitali, 2019.